# HD77859
HD77859 — хімічно пекулярна зоря спектрального класу A1, що має видиму зоряну величину в смузі V приблизно  8,2.
Вона  розташована на відстані близько 563,3 світлових років від Сонця.